# Софи Лорен
Софи́ Лоре́н, правильнее София Ло́рен (Sophia Loren; настоящее имя — София Костанца Бриджида Виллани Шиколоне, итал. Sofia Costanza Brigida Villani Scicolone; род. 20 сентября 1934, Рим) — итальянская киноактриса и певица. Она является одной из последних ныне живущих кинозвёзд Золотого века Голливуда и занимает 21-е место в списке Американского института киноискусства 100 величайших звёзд в истории американского кино.
Обладательница почётных премий многих кинофестивалей — Каннского (1961), Венецианского (1958, 1998, 2002), Московского (1965, 1997), Берлинского (1994). Обладательница Приза лучшей актрисе МКФ в Сан-Себастьяне (1974). Лауреат пяти премий «Золотой глобус» (в специальной номинации «любимица мировой публики»). Первая лауреат премии «Оскар» за лучшую женскую роль в фильме на иностранном языке (1962). Обладательница почётного «Оскара» (1991) с формулировкой «за карьеру, богатую запоминающимися ролями, придавшими нетускнеющий блеск кинематографу».

## Биография

### Ранние годы

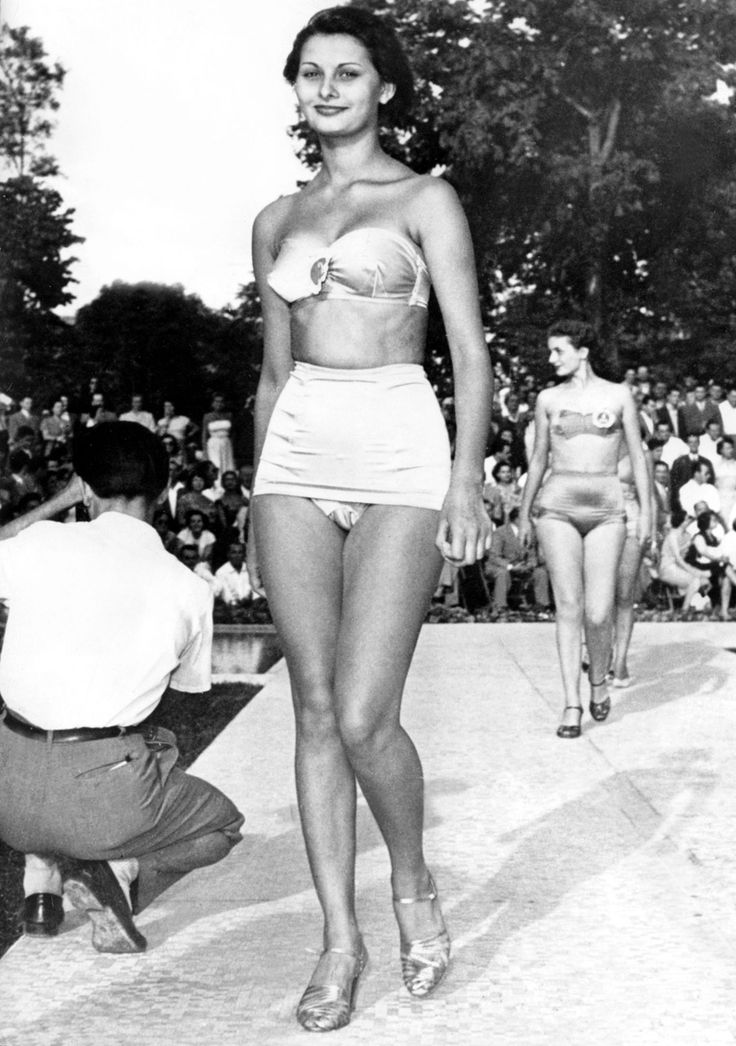
София Шиколоне в возрасте 15 лет на конкурсе красоты в Неаполе

София Шиколоне родилась 20 сентября 1934 года в Риме. Вскоре после её рождения семья переезжает в небольшой рыбацкий городок Поццуоли близ Неаполя, где проходит детство и юность Софии и рождается её сестра Мария, будущая итальянская певица и телеведущая. В юности Софию звали «Стеккетто», что означает «Жёрдочка» — за высокий рост и худобу.
Первой её ступенькой к славе стала победа в четырнадцать лет на местном конкурсе красоты.
Позже семья Софии перебралась в Рим.
В 1950 году София участвует в конкурсе «Мисс Италия», где получает приз «Мисс Элегантность», учреждённый жюри специально для неё.
Во время участия в очередном конкурсе София познакомилась с продюсером и своим будущим мужем Карло Понти, который был старше её на двадцать два года. Понти был в то время женат, а для католика получить развод было делом весьма непростым. Отчаявшись дождаться, когда Ватикан утвердит развод, Карло и София тайно поженились в Мексике. По прошествии времени долгожданный развод был получен, и 9 апреля 1966 года Карло и София расписались вторично, уже официально.
Первоначально Понти эксплуатировал свою избранницу в образе секс-бомбы в таких малоизвестных картинах, как, например, «Торговля белыми рабынями» (1953). Часто действие этих фильмов происходило в экзотической обстановке, что давало Лорен возможность щеголять перед зрителями в замысловатых нарядах. В то время будущая суперзвезда не стеснялась кинокамеры, и в ряде картин её можно было увидеть топлес.
Первоначально актриса снималась под псевдонимом София Ла́дзаро (итал. Lazzaro), но в 1953 году по настоянию Понти сменила его на Ло́рен (по ассоциации с именем популярной тогда шведской актрисы Марты То́рен). В начале 1960-х годов Карло Понти, во избежание международного скандала, выкупил все эротические фильмы юной Софии.
Уже к середине 1950-х годов Лорен стала звездой экрана и секс-символом Италии. Первым её фильмом, вышедшим в прокат за пределами Италии, стал «Аттила» (1954) с Энтони Куинном.
В 1982 году отсидела 17 дней в тюрьме за неуплату налогов, до 2014 года добивалась отмены несправедливого, по ее мнению, приговора.

### Всемирная слава

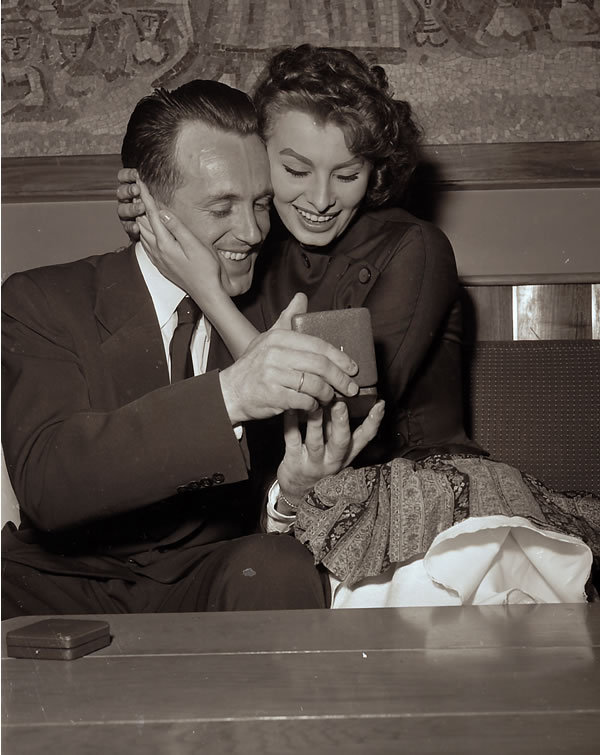
21-летняя Лорен во время зимних Олимпийских игр 1956 года в Италии с олимпийским чемпионом по лыжным гонкам норвежцем Хальгейром Бренденом

Внимание серьёзных кинокритиков Лорен впервые привлекла в фильме Витторио де Сика «Золото Неаполя» (1954), в котором она попала в родную стихию, сыграв энергичную неаполитанскую лавочницу. Роли обычных женщин из народа, которых она хорошо знала в детстве и одной из которых могла бы стать, удавались ей лучше всего и вызывали наиболее благосклонные отзывы критиков.
Именно де Сика в полной мере открыл актёрское дарование Софии Лорен. Практически все наиболее значительные роли были сыграны ею в фильмах этого режиссёра — «Чочара» с Жаном-Полем Бельмондо (1961, приз Каннского фестиваля и «Оскар» за Лучшую женскую роль), «Вчера, сегодня, завтра» (1963), «Брак по-итальянски» (1964, приз Московского фестиваля), «Подсолнухи» (1970). В трёх последних картинах партнёром Софии Лорен был Марчелло Мастроянни, с которым они составили один из самых знаменитых дуэтов в истории кино.
Вершиной актёрского мастерства Софии Лорен было исполнение роли матери в «Чочаре» — неореалистическом фильме, снятом по роману Альберто Моравиа. В одной из кульминационных сцен героиня Лорен становится жертвой грубого насилия. Актёрская выразительность и органичность Лорен произвели такое впечатление на заокеанских кинокритиков, что за эту роль ей была присуждена премия «Оскар». Это первый случай, когда премия в данной номинации вручена за фильм, снятый не на английском языке.

### Голливудская карьера

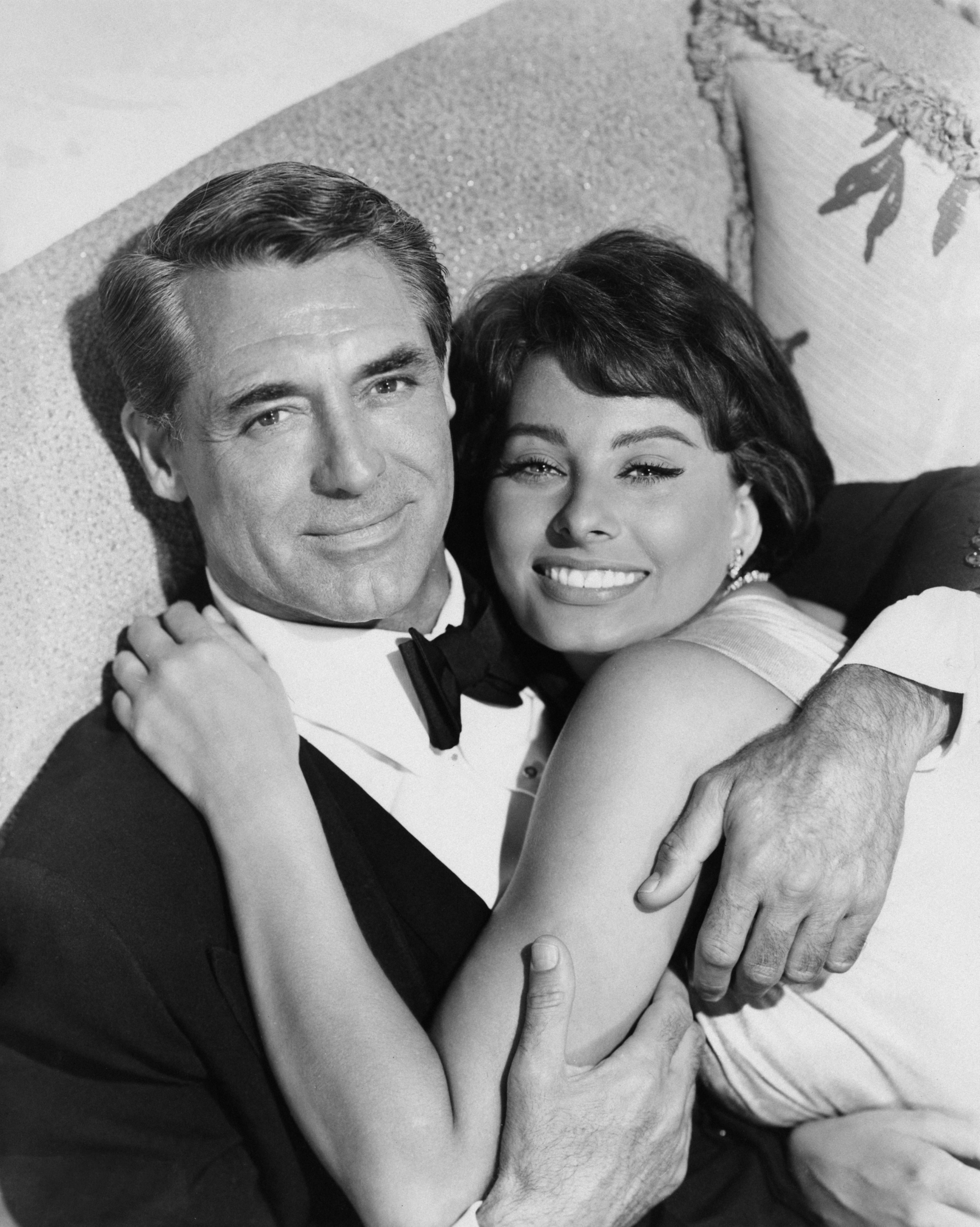
С Кэри Грантом на съёмках фильма «Плавучий дом» (1958)

С 1957 года Лорен регулярно поступали предложения сниматься в Голливуде. Она активно, хотя и не очень успешно работала на американской фабрике грёз, по контрактам с такими компаниями как «MGM» и «Paramount Pictures». Одним из её первых голливудских фильмов был «Гордость и страсть» с Фрэнком Синатрой и Кэри Грантом (1957). О влюблённости Гранта в итальянскую актрису было много написано, но доподлинно об этом мало что известно. Также много домыслов возникало относительно предложений руки и сердца со стороны английского актёра Питера Селлерса. По мнению некоторых биографов, всё это были лишь рекламные трюки.
Для съёмок в вестерне «Чертовка в розовом трико» (1960) актриса впервые перекрасилась в блондинку. За провальную сагу «Падение Римской империи» она одной из первых в мире получила неслыханный дотоле гонорар в миллион долларов. В 1967 году ей довелось сыграть русскую проститутку в последнем фильме великого Чаплина «Графиня из Гонконга».

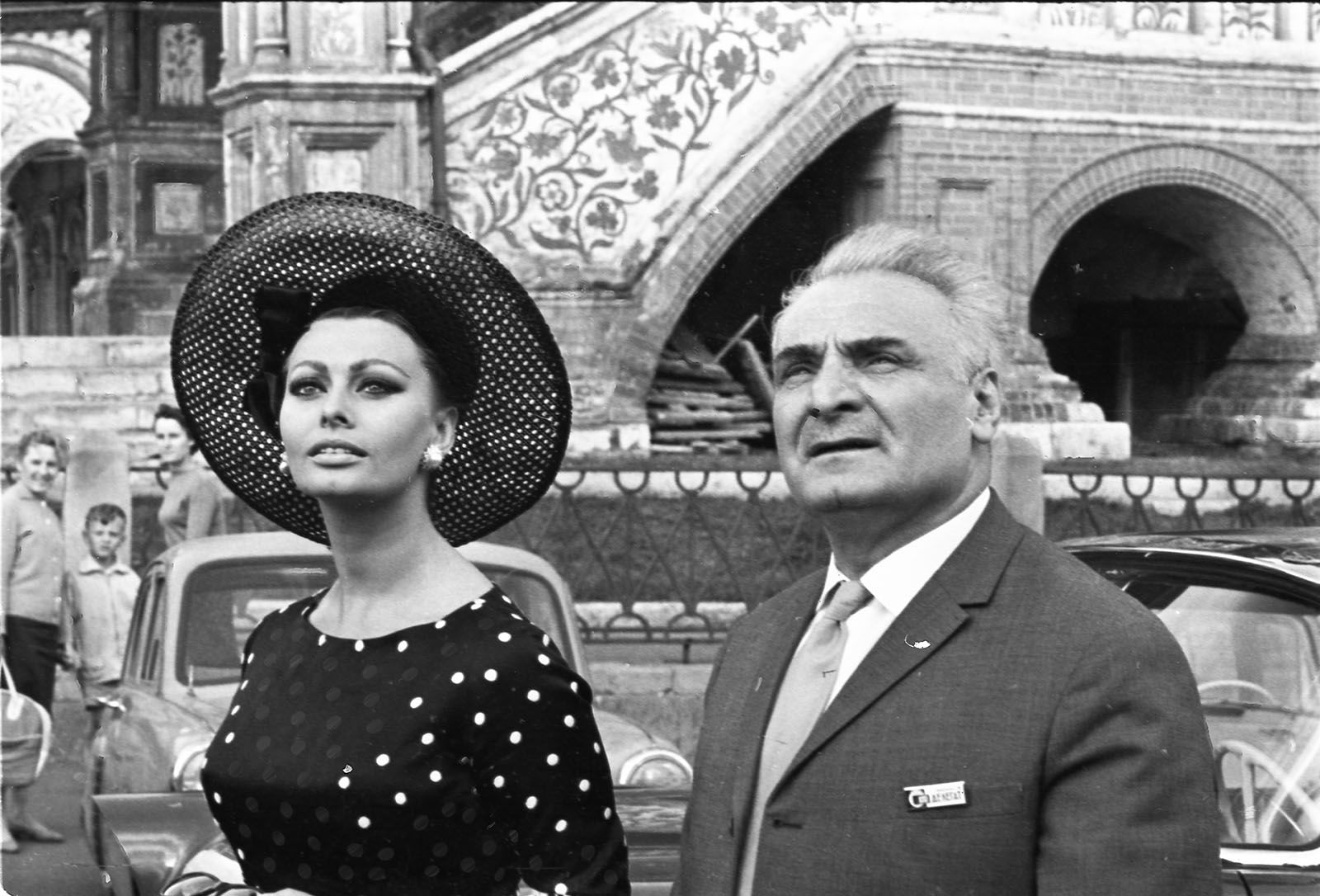
Лорен и Серго Закариадзе в 1965 году в Москве

В течение пятнадцати лет (1957—1972) Лорен удалось поработать практически со всеми самыми популярными актёрами и секс-символами Голливуда: Уильямом Холденом («Ключ», 1958), Энтони Перкинсом («Любовь под вязами», 1958), Энтони Куинном («Чёрная орхидея», 1958), Кларком Гейблом («Это началось в Неаполе», 1960), Питером Селлерсом («Миллионеры», 1961), Чарлтоном Хестоном («Эль Сид», 1961), Алеком Гиннессом («Падение Римской империи», 1964), Полом Ньюманом («Леди Л.», 1965), Грегори Пеком («Арабеска», 1966), Марлоном Брандо («Графиня из Гонконга», 1967), Питером О’Тулом («Человек из Ламанчи», 1972) и Ричардом Бёртоном («Поездка», 1974).
В 1994 году она в последний раз снялась с Мастроянни в фильме Роберта Олтмена «Высокая мода», а в 1996 году сыграла с Джеком Леммоном и Уолтером Маттау в американской комедии «Старые ворчуны разбушевались».
В 2002 году она снялась в фильме своего сына Эдоардо Понти — «Только между нами», исполнив одну из главных женских ролей.
В 2020 году Лорен снялась в картине своего сына режиссёра Эдоардо Понти. Права на драму под названием «Вся жизнь впереди» были куплены компанией Netflix. Перед выходом картины Лорен, которая уже довольно редко давала интервью, согласилась на активное продвижение фильма, и часто появлялась с сыном на разных промо-ивентах и медиа-показах. Как результат: сразу после премьеры картина вошла в топ-10 самых просматриваемых фильмов Netflix в 37 странах. 11 мая 2021 года в Риме 86-летняя Лорен за работу в этом фильме седьмой раз в карьере была удостоена национальной премии «Давид ди Донателло» за лучшую женскую роль спустя 60 лет после первой победы в этой номинации.

### Модельная карьера
В 2014 году ювелирная компания Damiani выпустила коллекцию украшений «Sophia Loren», названную в честь актрисы. В коллекцию вошли серьги, колье, подвески на цепочках, браслет и кольцо из белого и розового золота и бриллиантов. Софи Лорен стала лицом коллекции и приняла участие в фотосессии и промотуре коллекции.

### Личная жизнь

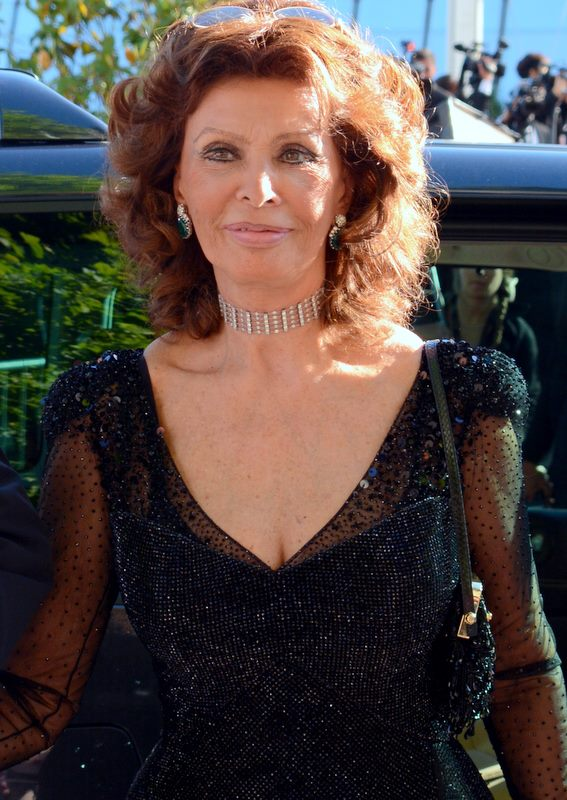
На Каннском кинофестивале в 2014 году

У Лорен было два выкидыша. На протяжении нескольких лет она проходила курс терапии от бесплодия, благодаря чему в 1968 году родила сына Карло Понти-младшего, а 4 года спустя — второго сына Эдоардо.
Во второй половине 1970-х Лорен всё реже появлялась в кино, а с 1984 года её роли стали и вовсе спорадическими.
В 1979—1980 годах опубликовала автобиографическую книгу и выпустила основанный на ней телефильм.
В 1982 году была приговорена к 18-дневному заключению за уклонение от налогов.
В течение последующих лет написала ещё одну книгу воспоминаний и основала парфюмерную серию.
В 1999 году вышла её книга «Рецепты и воспоминания».
В 2007 году 72-летняя актриса снялась для календаря «Пирелли».
Сестра Софии Лорен Анна-Мария Шиколоне вышла замуж за Романо Муссолини, сына итальянского диктатора. Итальянский политик крайне правых взглядов Алессандра Муссолини, внучка Бенито Муссолини, приходится Софи Лорен родной племянницей.

## Наследие
София Лорен известна своим остроумием. Некоторые фразы из её книг стали крылатыми в Италии, например: «Всему, что имею, я обязана спагетти».
Архиепископ Генуи как-то пошутил, что хотя Ватикан в принципе не одобряет клонирование людей, он мог бы сделать исключение для Софии Лорен.

## Фильмография
| Год       |    | Русское название                      | Оригинальное название                             | Роль                                                            |
| --------- | -- | ------------------------------------- | ------------------------------------------------- | --------------------------------------------------------------- |
| 1950      | ф  | Голос                                 | Il voto                                           | девушка в толпе на празднике Madonna di Piedigrotta             |
| 1950      | ф  | Морские сердца                        | Cuori sul mare                                    | девушка в ресторане                                             |
| 1950      | ф  | Тото Тарзан                           | Totò Tarzan                                       | одна из девушек племени                                         |
| 1950      | ф  | Шесть жён Синей Бороды                | Le sei mogli di Barbablù                          | похищенная девушка                                              |
| 1951      | ф  | Анна                                  | Anna                                              | девушка из ночного клуба                                        |
| 1951      | ф  | Волшебник поневоле                    | Il mago per forza                                 | невеста                                                         |
| 1951      | ф  | Камо грядеши?                         | Quo Vadis?                                        | рабыня Лигии                                                    |
| 1951      | ф  | Миллионерша из Милана                 | Milano miliardaria                                |                                                                 |
| 1951      | ф  | Хозяин парохода                       | Il padrone del vapore                             |                                                                 |
| 1951      | ф  | Это был он... да! да!                 | Era lui… sì! sì!                                  | одалиска                                                        |
| 1952      | ф  | Мечта о Зорро                         | Il sogno di Zorro                                 | Кончита                                                         |
| 1952      | ф  | Настройщик прибыл                     | È arrivato l'accordatore                          | подруга Джульетты                                               |
| 1952      | ф  | Толпа белых людей                     | La Tratta delle bianche                           |                                                                 |
| 1952      | ф  | Фаворитка                             | La Favorita                                       | Леонора                                                         |
| 1953      | ф  | Аида                                  | Aida                                              | Аида                                                            |
| 1953      | ф  | Африка за морями                      | Africa Under the Seas                             | Барбара Лама                                                    |
| 1953      | ф  | Воскресный день добрых людей          | Good Folk's Sunday                                | Инес                                                            |
| 1953      | ф  | Две ночи с Клеопатрой                 | Due notti con Cleopatra                           | Клеопатра / Ниска                                               |
| 1953      | ф  | Мы находимся в галерее                | Ci troviamo in galleria                           | Мариса                                                          |
| 1953      | ф  | Паломники любви                       | Pellegrini d'amore                                |                                                                 |
| 1953      | ф  | Страна Кампанелли                     | The Country of the Campanelli                     |                                                                 |
| 1953      | ф  | Торговля белыми рабынями              | The White Slave Trade                             | Эльвира                                                         |
| 1954      | ф  | Один день в суде                      | Un giorno in pretura                              | Анна                                                            |
| 1954      | ф  | Аттила                                | Attila                                            | Гонория                                                         |
| 1954      | ф  | Нищета и благородство                 | Miseria e nobiltà                                 | Гемма                                                           |
| 1954      | ф  | Жаль, что ты каналья                  | Peccato che sia una Canaglia                      | Лина Строппиани                                                 |
| 1954      | ф  | Золото Неаполя                        | The Gold of Naples                                | София                                                           |
| 1954      | ф  | Наши времена                          | Tempi nostri - Zibaldone n. 2                     | девушка в новелле «Фотоаппарат» (итал. La Macchina fotografica) |
| 1954      | ф  | Неаполитанская карусель               | Neapolitan Carousel                               | Сисина                                                          |
| 1955      | ф  | Женщина с реки                        | Woman of the River                                | Нивес Монголини                                                 |
| 1955      | ф  | Знак Венеры                           | Il segno di Venere                                | Агнес Тирабасси                                                 |
| 1955      | ф  | Прекрасная мельничиха                 | La bella mugnaia                                  | Кармела                                                         |
| 1955      | ф  | Хлеб, любовь и…                       | Pane, amore e...                                  | донна София                                                     |
| 1956      | ф  | Счастье быть женщиной                 | Lucky to Be a Woman                               | Антониетта Фаллари                                              |
| 1957      | ф  | Гордость и страсть                    | The Pride and the Passion                         | Хуана                                                           |
| 1957      | ф  | Легенда о затерянном                  | Legend of the Lost                                | Дита                                                            |
| 1957      | ф  | Мальчик на дельфине                   | Boy on a Dolphin                                  | Фаэдра                                                          |
| 1958      | ф  | Плавучий дом                          | Houseboat                                         | Чинция Дзаккарди                                                |
| 1958      | ф  | Ключ                                  | The Key                                           | Стелла                                                          |
| 1958      | ф  | Любовь под вязами                     | Desire Under the Elms                             | Анна Кэбот                                                      |
| 1958      | ф  | Чёрная орхидея                        | The Black Orchid                                  | Роуз Бианко                                                     |
| 1959      | ф  | Такая женщина                         | That Kind of Woman                                | Кэй / Катерина                                                  |
| 1960      | ф  | Дыхание скандала                      | A Breath of Scandal                               | принцесса Олимпия                                               |
| 1960      | ф  | Миллионерша                           | The Millionairess                                 | Эпифания Парерга                                                |
| 1960      | ф  | Чертовка в розовом трико              | Heller in Pink Tights                             | Анджела Россини                                                 |
| 1960      | ф  | Чочара                                | La ciociara                                       | Чезира                                                          |
| 1960      | ф  | Это началось в Неаполе                | It Started in Naples                              | Лючия Курчио                                                    |
| 1961      | ф  | Эль Сид                               | El Cid                                            | Химен                                                           |
| 1962      | ф  | Боккаччо-70                           | Boccaccio '70                                     | Зои                                                             |
| 1962      | ф  | Затворники Альтоны                    | The Condemned of Altona                           | Джоанна                                                         |
| 1962      | ф  | Мадам Беспечность                     | Катрин Юбшер                                      |                                                                 |
| 1962      | ф  | Пять миль до полуночи                 | Five Miles to Midnight                            | Лиза Маклин                                                     |
| 1963      | ф  | Вчера, сегодня, завтра                | Yesterday, Today and Tomorrow                     | Аделина Сбаратти / Анна Мольтени / Мара                         |
| 1964      | ф  | Брак по-итальянски                    | Matrimonio all'italiana                           | Филумена Мартурано                                              |
| 1964      | ф  | Падение Римской Империи               | The Fall of the Roman Empire                      | Луцилла                                                         |
| 1965      | ф  | Операция «Арбалет»                    | Operation Crossbow                                | Нора                                                            |
| 1966      | ф  | Арабеска                              | Arabesque                                         | Ясмин Азир                                                      |
| 1966      | ф  | Графиня из Гонконга                   | A Countess from Hong Kong                         | Наташа Александрова, молодая графиня из России                  |
| 1966      | ф  | Юдифь                                 | Judith                                            | Юдифь                                                           |
| 1967      | ф  | Жила-была…                            | C'era una volta…                                  | Изабелла Санделоро                                              |
| 1969      | ф  | Привидения по-итальянски              | Ghosts - Italian Style                            | Мария Поджаконо                                                 |
| 1969      | ф  | Подсолнухи                            | Sunflower                                         | Джованна                                                        |
| 1970      | ф  | Моё имя Клоун                         | Mera Naam Joker                                   | камео                                                           |
| 1971      | ф  | Жена священника                       | The Priest's Wife                                 | Валерия Билли                                                   |
| 1972      | ф  | Белый, красный и…                     | Bianco, rosso e…                                  | Эрмана Германа                                                  |
| 1972      | ф  | Леди Свобода                          | Lady Liberty                                      | Маддалена Циарапицо                                             |
| 1972      | ф  | Человек из Ламанчи                    | Man of La Mancha                                  | Альдонца / Дульсинея                                            |
| 1974      | ф  | Вердикт                               | Verdict                                           | Тереза Леони                                                    |
| 1974      | ф  | Короткая встреча                      | Brief Encounter                                   | Анна Джессон                                                    |
| 1974      | ф  | Поездка                               | Il viaggio                                        | Адриана де Мауро                                                |
| 1975      | ф  | Браво, куколка!                       | Get Rita                                          | Пупа (Куколка)                                                  |
| 1976      | ф  | Перевал Кассандры                     | Cassandra Crossing                                | Дженифер Рисполи Чемберлен                                      |
| 1977      | ф  | Особый день                           | Special Day, A                                    | Антониетта                                                      |
| 1978      | ф  | Анджела                               | Angela                                            | Анджела Кинкэйд                                                 |
| 1978      | ф  | Звёздная мишень                       | Brass Target                                      | Мара                                                            |
| 1978      | ф  | Кровавая стычка между двумя мужчинами | Blood Feud                                        | Титина Патерно                                                  |
| 1979      | ф  | Огневая мощь                          | Firepower                                         | Адель Таска                                                     |
| 1980      | ф  | История Софи Лорен                    | Sophia Loren: Her Own Story                       | камео                                                           |
| 1981      | ф  | Нотр-Дам с Круазет                    | Notre Dame de la Croisette                        | камео                                                           |
| 1984      | ф  | Нечто белокурое                       | Qualcosa di biondo                                | Аврора                                                          |
| 1986      | ф  | Смелость                              | Courage                                           | Марианна Миральдо                                               |
| 1987—2008 | с  | Биография                             | Biography                                         | камео                                                           |
| 1988      | ф  | Счастливая странница (фильм)̠          | The Fortunate Pilgrim                             | Лючия Санта Ангелуцци-Корбо                                     |
| 1990      | ф  | Суббота, воскресенье и понедельник    | Saturday, Sunday and Monday                       | Роза Приори                                                     |
| 1994      | ф  | Высокая мода                          | Ready to Wear                                     | Изабелла де Ла Фонтейн                                          |
| 1995      | ф  | Старые ворчуны разбушевались          | Grumpier Old Men                                  | Мария Рагетти                                                   |
| 1997      | ф  | Солнце                                | Soleil                                            | мама Леви                                                       |
| 2001      | ф  | Франческа и Нунциата                  | Francesca and Nunziata                            | Франческа Монторси                                              |
| 2002      | ф  | Только между нами                     | Between Strangers                                 | Оливия                                                          |
| 2002—2003 | с  | Шоу Грэма Нортона                     | V Graham Norton                                   | камео                                                           |
| 2004      | ф  | В стеклянном доме                     | Lives of the Saints                               | Тереза                                                          |
| 2004      | ф  | Фаршированные перцы идут в дело       | Too Much Romance... It's Time for Stuffed Peppers | Мария                                                           |
| 2004      | ф  | Признанная Европа                     | Europa riconosciuta                               | камео                                                           |
| 2006      | ф  | Турин 2006: 20-я зимняя Олимпиада     | Turin 2006: XX Olympic Winter Games               | камео                                                           |
| 2006      | ф  | Марчелло, одна сладкая жизнь          | Marcello, una vita dolce                          | камео                                                           |
| 2008      | ф  | Ярость Пазолини                       | La rabbia di Pasolini                             | камео                                                           |
| 2009      | ф  | Девять                                | Nine                                              | мать Гвидо                                                      |
| 2010      | ф  | Мой дом полон зеркал                  | My House Is Full of Mirrors                       | Ромильда                                                        |
| 2011      | мф | Тачки 2                               | Cars 2                                            | мама Тополино                                                   |
| 2013      | ф  | Человеческий голос                    | La voce umana                                     | Анджела                                                         |
| 2020      | ф  | Вся жизнь впереди                     | La vita davanti a sé                              | мадам Роза                                                      |

## Награды и номинации
| Год  | Название           | Награда                                 | Категория                                                              | Результат  |
| ---- | ------------------ | --------------------------------------- | ---------------------------------------------------------------------- | ---------- |
| 1961 | Чочара             | Каннский кинофестиваль                  | Серебряная премия за лучшую женскую роль                               | Победитель |
| 1962 | Чочара             | Оскар                                   | Лучшая женская роль                                                    | Победитель |
| 1962 | Чочара             | Британская академия                     | Лучшая иностранная актриса                                             | Победитель |
| 1964 |                    | Золотой глобус                          | Лучший кинодебют                                                       | Победитель |
| 1965 | Брак по-итальянски | Оскар                                   | Лучшая женская роль                                                    | Номинант   |
| 1965 | Брак по-итальянски | Золотой глобус                          | Лучшая женская роль                                                    | Номинант   |
| 1965 |                    | Золотой глобус                          | Лучший кинодебют                                                       | Победитель |
| 1965 | Брак по-итальянски | Серебряная премия                       | Лучшая женская роль                                                    | Победитель |
| 1966 |                    | Золотой глобус                          | Лучший кинодебют                                                       | Номинант   |
| 1969 |                    | Золотой глобус                          | Лучший кинодебют                                                       | Победитель |
| 1970 |                    | Золотой глобус                          | Лучший кинодебют                                                       | Номинант   |
| 1971 |                    | Золотой глобус                          | Лучший кинодебют                                                       | Номинант   |
| 1977 |                    | Золотой глобус                          | Лучший кинодебют                                                       | Победитель |
| 1991 |                    | Оскар                                   | Обладатель почётной премии «одному из сокровищ мирового кинематографа» | Победитель |
| 1994 |                    | Берлинский кинофестиваль                | Почётный Золотой Медведь                                               | Победитель |
| 1995 | Высокая мода       | Золотой глобус                          | Лучшая женская роль второго плана                                      | Номинант   |
| 1997 |                    | Специальный Серебряный «Святой Георгий» | За вклад в мировой кинематограф                                        | Победитель |
| 1998 |                    | Венецианский кинофестиваль              | Золотой лев за вклад в мировой кинематограф                            | Победитель |

В 1991 году София Лорен награждена кавалерским крестом французского ордена Почётного легиона, а в 1996 году удостоена Большого креста ордена «За заслуги перед Итальянской Республикой».
В 2011 году губернатором Кемеровской области Российской Федерации Аманом Тулеевым была награждена орденом «Ключ дружбы» за большой личный вклад в укрепление дружественных отношений между Италией и Кузбассом и благотворительность[значимость факта?]
В декабре 2012 года возведена в достоинство Великого офицера сан-маринского ордена Святой Агаты.

## Память
- София Лорен является обладательницей звезды на Голливудской «Аллее славы» (№ 2000).
- В торонтском районе Этобико одна из улиц названа в честь Софии Лорен[18].

## Цитаты
- «Для продвижения в трудной профессии нужна горячая вера в себя. Вот почему некоторые люди с посредственным талантом, но с большим внутренним влечением, идут гораздо дальше, чем гораздо более талантливые люди»[19].